# Endasys subclavatus
Endasys subclavatus là một loài tò vò trong họ Ichneumonidae.